# Campylocera oculata
Campylocera oculata är en tvåvingeart som beskrevs av Friedrich Georg Hendel 1914. Campylocera oculata ingår i släktet Campylocera och familjen Pyrgotidae. Inga underarter finns listade i Catalogue of Life.